# 平方根

算术平方根的數學表示式

在數學中，一個數{\displaystyle x}的平方根{\displaystyle y}指的是滿足{\displaystyle y^{2}=x}的數，即平方結果等於{\displaystyle x}的數。例如，4和-4都是16的平方根，因为{\displaystyle 4^{2}=(-4)^{2}=16}。
任意非負實數{\displaystyle x}都有唯一的非負平方根，称为算术平方根或主平方根（英語：principal square root），記為{\displaystyle {\sqrt {x}}}，其中的符号{\displaystyle {\sqrt {\quad }}}称作根号。例如，9的算术平方根为3，记作 {\displaystyle {\sqrt {9}}=3}，因为{\displaystyle 3^{2}=3\times 3=9}并且3非负。被求平方根的数称作被开方数（英語：radicand），是根号下的数字或者表达式，即例子中的数字9。
正数{\displaystyle x}有兩個互为相反数的平方根：正数{\displaystyle {\sqrt {x}}}与负数{\displaystyle -{\sqrt {x}}}，可以将两者一起记为{\displaystyle \pm {\sqrt {x}}}。
負數的平方根在複數系中有定義。而實際上，對任何定義了開平方運算的數學物件都可考慮其“平方根”（例如矩陣的平方根）。
- 在Microsoft的試算表軟體Excel與大部分程式語言中以 "sqrt()"表示求主平方根。

## 历史
耶鲁大学的巴比伦藏品YBC 7289是一块泥板，制作于前1800年到前1600年之间。泥板上是一个画了两条对角线正方形，标注了{\displaystyle {\sqrt {2}}}的六十进制数字 1;24,51,10。六十进制的 1;24,51,10 即十进制的 1.41421296，精确到了小数点后5位（1.41421356...）。
莱因德数学纸草书大约成书于前1650年，内容抄写自更早年代的教科书。书中展示了埃及人使用反比法求平方根的过程。
古印度的《绳法经》大约成书于前800年到前500年之间，书中记载了将2的平方根的计算精确到小数点后5位的方法。
古希腊的《几何原本》大约成书于前380年，书中还阐述了如果正整数不是完全平方数，那么它的平方根就一定是无理数——一种无法以两个整数的比值表示的数（无法写作m/n，其中m和n是整数）。
中国的《书》成书于汉朝（约前202年到前186年之间），书中介绍了使用盈不足术求平方根的方法。
古代未有劃一的平方根符號時，人們通常使用他們語言內開方這個字的首個字母的變型作為開方號。
中世紀時，拉丁語中的（正方形邊）的首個字母“L”被不少歐洲人採用；亨利·布里格斯在其著作中則用橫線當成的簡寫，在被開方的數下畫一線。
最有影響的是拉丁語的（平方根），1220年Leconardo在《》中使用℞（R右下角的有一斜劃，像P和x的合體）；⎷（沒有上面的橫劃）是由克里斯多福·魯登道夫在1525年的書Coss首次使用，據說是小寫r的變型；后来数学家笛卡尔给其加上线括号，但与前面的方根符号是分开的（即“⎷‾”），因此在复杂的式子中它显得很乱。直至18世纪中叶，数学家卢贝将前面的方根符号与线括号一笔写成，并将根指数写在根号的左上角，以表示高次方根（当根指数为2时，省略不写），从而形成了现在人們熟知的开方运算符号{\displaystyle {\sqrt[{n}]{\,\,}}}。

## 正數

函數圖，半拋物線與垂直準線。

{\displaystyle x}的平方根亦可用指數表示，如：
{\displaystyle x^{\frac {1}{2}}={\sqrt {x}}}
{\displaystyle x}的絕對值可用{\displaystyle x^{2}}的算數平方根表示：
{\displaystyle |x|={\sqrt {x^{2}}}\left(={\begin{cases}x&(x\geq 0)\\-x&(x<0)\end{cases}}\right)}
若正整數{\displaystyle x}是平方數，則其平方根是整數。若正整數{\displaystyle x}不是平方數，則其平方根是無理數。
對於正數{\displaystyle x}、{\displaystyle y}，以下式成立：
{\displaystyle {\begin{aligned}{\sqrt {x}}{\sqrt {y}}&={\sqrt {xy}}\\{\frac {\sqrt {x}}{\sqrt {y}}}&={\sqrt {\frac {x}{y}}}\end{aligned}}}

## 负数与複數
正数和负数的平方都是正数，0的平方是0，因此负数没有实数平方根。然而，我们可以把我们所使用的数字集合扩大，加入负数的平方根，这样的集合就是複數。首先需要引入一个实数集之外的新数字，记作{\displaystyle i}（也可以记作{\displaystyle j}，比如电学场景中{\displaystyle i}一般表示电流），称之为虚数单位，定义即为{\displaystyle i^{2}=-1}，故{\displaystyle i}是-1的平方根，而且{\displaystyle (-i)^{2}=i^{2}=-1}，所以{\displaystyle -i}也是-1的平方根。通常称-1的算术平方根是{\displaystyle i}，如果{\displaystyle x}是任意非负实数，则{\displaystyle -x}的算术平方根就是：
{\displaystyle {\sqrt {-x}}=i{\sqrt {x}}}
例如-5的平方根有两个，它们分别为{\displaystyle {\sqrt {5}}i}和{\displaystyle -{\sqrt {5}}i}。
之所以等式右侧（包括其对应的负值）是{\displaystyle -x}的算术平方根，是因为：
{\displaystyle (i{\sqrt {x}})^{2}=i^{2}({\sqrt {x}})^{2}=(-1)x=-x}
负数的兩個平方根为一对共轭的纯虚数。
對於負數{\displaystyle x}、{\displaystyle y}，以下式成立：
{\displaystyle {\begin{aligned}{\sqrt {x}}{\sqrt {y}}&={\sqrt {-x}}\,i\times {\sqrt {-y}}\,i={\sqrt {xy}}\,i^{2}=-{\sqrt {xy}}\\{\frac {\sqrt {x}}{\sqrt {y}}}&={\frac {{\sqrt {-x}}i}{{\sqrt {-y}}i}}={\sqrt {\frac {-x}{-y}}}={\sqrt {\frac {x}{y}}}\end{aligned}}}

### 虚数的算术平方根
虚数{\displaystyle i}的算术平方根可以根据以下公式计算：
{\displaystyle {\sqrt {i}}={\frac {\sqrt {2}}{2}}+i{\frac {\sqrt {2}}{2}}={\frac {\sqrt {2}}{2}}(1+i)}

复数平面中，的两个平方根

这个公式可以通过用代数方法推导，只需找到特定的实数{\displaystyle a}和{\displaystyle b}，满足
{\displaystyle {\begin{aligned}i&=(a+bi)^{2}\\&=a^{2}+2abi-b^{2}\end{aligned}}}
就可以得到方程组
{\displaystyle {\begin{cases}2ab=1\\a^{2}-b^{2}=0\end{cases}}}
的解：
{\displaystyle a=b=\pm {\frac {\sqrt {2}}{2}}}
其中，算术平方根即为
{\displaystyle a=b={\frac {\sqrt {2}}{2}}}
这个公式还可以通过棣莫弗公式得到，设
{\displaystyle i=\cos \left({\frac {\pi }{2}}\right)+i\sin \left({\frac {\pi }{2}}\right)}
就可以推出
{\displaystyle {\begin{aligned}{\sqrt {i}}&=\left[\cos \left({\frac {\pi }{2}}\right)+i\sin \left({\frac {\pi }{2}}\right)\right]^{\frac {1}{2}}\\&=\cos \left({\frac {\pi }{4}}\right)+i\sin \left({\frac {\pi }{4}}\right)\\&={\frac {\sqrt {2}}{2}}+i{\frac {\sqrt {2}}{2}}\\&={\frac {\sqrt {2}}{2}}(1+i)\end{aligned}}}

### 复数的算术平方根

极坐标下，复数的几个方根

对于任何一个非零的复数{\displaystyle z}都存在两个複数{\displaystyle w}使得{\displaystyle w^{2}=z}。
首先，我们将复数{\displaystyle x+iy} 看作是平面上的点，即笛卡尔坐标系中的{\displaystyle (x,y)}点。这个点也可以写作极坐标的{\displaystyle (r,\varphi )}，其中{\displaystyle r\geq 0}，是该点到坐标原点的距离，{\displaystyle \varphi }则是从原点到该点的直线与实数坐标轴（{\displaystyle x}轴）的夹角。复分析中，通常把该点记作{\displaystyle re^{i\varphi }}。如果
{\displaystyle z=re^{i\varphi },-\pi <\varphi \leq \pi }
那么我们将{\displaystyle z}的算术平方根定义为：
{\displaystyle {\sqrt {z}}={\sqrt {r}}e^{\frac {i\varphi }{2}}}
因此，平方根函数除了在非正实数轴上以外是处处全纯的。{\displaystyle {\sqrt {1+x}}} 的泰勒级数也适用于复数{\displaystyle x(\left\vert x\right\vert <1)}。
上面的公式还可以用三角函数的形式表达：
{\displaystyle {\sqrt {r\left(\cos \varphi +i\sin \varphi \right)}}={\sqrt {r}}\left(\cos {\frac {\varphi }{2}}+i\sin {\frac {\varphi }{2}}\right)}

### 代数公式
如果使用笛卡尔坐标的形式表达复数 z，其算术平方根可以使用如下公式：
{\displaystyle {\sqrt {z}}={\sqrt {\frac {|z|+\Re (z)}{2}}}\pm i{\sqrt {\frac {|z|-\Re (z)}{2}}}}
其中，方根虚部的符号与被开方数虚部的符号相同（为0时取正）；主值实部永远非负。
在虛數裡，平方根函數的值不是連續的，以下等式不一定成立：
- {\displaystyle {\sqrt {zw}}={\sqrt {z}}{\sqrt {w}}}
- {\displaystyle {\frac {\sqrt {w}}{\sqrt {z}}}={\sqrt {\frac {w}{z}}}}
- {\displaystyle {\sqrt {z^{*}}}=\left({\sqrt {z}}\right)^{*}}

所以這是錯誤的：
{\displaystyle -1=i\cdot i={\sqrt {-1}}\cdot {\sqrt {-1}}={\sqrt {(-1)\cdot (-1)}}={\sqrt {1}}=1}

## 多项式
例：若{\displaystyle x\in \mathbb {R} }，{\displaystyle {\sqrt {x^{4}+2x^{2}+1}}={\sqrt {(x^{2}+1)^{2}}}=|x^{2}+1|=x^{2}+1\,\!}

## 2的算术平方根
數學史中，最重要的平方根可以說是{\displaystyle {\sqrt {2}}}，它代表邊長為1的正方形的對角線長，是第一個公認的無理數，也叫毕达哥拉斯常数，其值到小數點14位約為1.4142135623731。
{\displaystyle {\sqrt {2}}}是無理數，可由歸謬法證明：
1. 設{\displaystyle {\sqrt {2}}}為有理數，可表示為{\displaystyle {\frac {p}{q}}}，其中{\displaystyle p}、{\displaystyle q}為互質之正整數。
2. 因為{\displaystyle \left({\sqrt {2}}\right)^{2}={\frac {p^{2}}{q^{2}}}=2}，故{\displaystyle p^{2}}是2的倍數，{\displaystyle p}也是2的倍數，記為{\displaystyle 2k}，其中{\displaystyle k}為正整數。
3. 但是{\displaystyle 2q^{2}=p^{2}=4k^{2}}，故{\displaystyle q^{2}=2k^{2}}，{\displaystyle q^{2}}是2的倍數，{\displaystyle q}也是2的倍數。
4. 依上兩式，{\displaystyle p}、{\displaystyle q}都是2的倍數，和{\displaystyle p}、{\displaystyle q}為互質之正整數的前題矛盾。依歸謬法，得證{\displaystyle {\sqrt {2}}}不是有理數，即{\displaystyle {\sqrt {2}}}是無理數。

## 計算方法

### 因數計算
{\displaystyle {\sqrt {24}}={\sqrt {2^{2}\cdot 6}}={\sqrt {2^{2}}}{\sqrt {6}}=2{\sqrt {6}}}。
注意，6 的质因数分解为 2 × 3，不能写成某个数的平方，因此 {\displaystyle 2{\sqrt {6}}} 就是最简结果
。

### 中算开方

北宋贾宪增乘开平方法

《九章算术》和《孙子算经》都有筹算的开方法。宋代数学家贾宪发明、增乘开平方法；明代数学家，程大位发明，而朱载堉《算学新说》首创用81位算盘开方，精确到25位数字。

### 長除式算法
長除式算平方根的方式也稱為直式開方法，原理是{\displaystyle .(a+b)^{2}=a^{2}+2ab+b^{2}=a^{2}+(2a+b)b}。
1. 首先將要開平方根的數從小數點分別向右及向左每兩個位一組分開，如98765.432內小數點前的65是一組，87是一組，9是一組，小數點後的43是一組，之後是單獨一個2，要補一個0而得20是一組。如1 04.85 73得四組，順序為1' 04. 85' 73'。
2. 將最左的一組的數減去最接近又少於它的平方數，並將該平方數的開方（應該是個位數）記下。
3. 將上一步所得之差乘100，和下一組數加起來。
4. 將記下的數乘20，然後將它加上某個個位數，再乘以該個個位數，令這個積不大於但最接近上一步所得之差，並將該個個位數記下，且將上一步所得之差減去所得之積。
5. 記下的數一次隔兩位記下。
6. 重覆第3步，直到找到答案。
7. 可以在數字的最右補上多組的00'以求得理想的精確度為止。

下面以{\displaystyle {\sqrt {200}}}為例子：
{\displaystyle {\begin{array}{ll}\quad {\color {Red}1}~~{\color {Green}4}.~~{\color {Blue}1}~~{\color {Purple}4}~~{\color {Orange}2}\\{\sqrt {2|00.00|00|00}}\\\quad {\underline {1\quad ~}}&\quad {\color {Red}1}\times {\color {Red}1}\leq 2\\\quad 1~00&a={\color {Red}1}0,b={\color {Green}4}\\\quad {\underline {~~\,96\quad ~}}&\quad \Rightarrow (2a+b)b=2{\color {Green}4}\times {\color {Green}4}=96\leq 100\\\qquad ~4~00&a={\color {Red}1}{\color {Green}4}0,b={\color {Blue}1}\\\qquad ~{\underline {2~81\quad ~}}&\quad \Rightarrow (2a+b)b=28{\color {Blue}1}\times {\color {Blue}1}=281\leq 400\\\qquad ~1~19~00&a={\color {Red}1}{\color {Green}4}{\color {Blue}1}0,b={\color {Purple}4}\\\qquad ~{\underline {1~12~96\quad ~}}&\quad \Rightarrow (2a+b)b=282{\color {Purple}4}\times {\color {Purple}4}=11296\leq 11900\\\qquad \quad ~~6~04~00&a={\color {Red}1}{\color {Green}4}{\color {Blue}1}{\color {Purple}4}0,b={\color {Orange}2}\\\qquad \quad ~~{\underline {5~65~64}}&\quad \Rightarrow (2a+b)b=2828{\color {Orange}2}\times {\color {Orange}2}=56564\leq 60400\\\qquad \quad \quad ~\,38~36\\\end{array}}}
{\displaystyle {\sqrt {200}}\approx 14.14213562373095048801668872421}
四捨五入得答案為14.14。
事實上，將算法稍作改動，可以開任何次方的根，詳見n次方算法。
利用高精度长式除法可以计算出1至20的平方根如下：
| {\displaystyle {\sqrt {1}}}  | {\displaystyle =\,}      | 1                                                                                    |
| {\displaystyle {\sqrt {2}}}  | {\displaystyle \approx } | 1.4142135623 7309504880 1688724209 6980785696 7187537694 8073176679 7379907324 78462 |
| {\displaystyle {\sqrt {3}}}  | {\displaystyle \approx } | 1.7320508075 6887729352 7446341505 8723669428 0525381038 0628055806 9794519330 16909 |
| {\displaystyle {\sqrt {4}}}  | {\displaystyle =\,}      | 2                                                                                    |
| {\displaystyle {\sqrt {5}}}  | {\displaystyle \approx } | 2.2360679774 9978969640 9173668731 2762354406 1835961152 5724270897 2454105209 25638 |
| {\displaystyle {\sqrt {6}}}  | {\displaystyle \approx } | 2.4494897427 8317809819 7284074705 8913919659 4748065667 0128432692 5672509603 77457 |
| {\displaystyle {\sqrt {7}}}  | {\displaystyle \approx } | 2.6457513110 6459059050 1615753639 2604257102 5918308245 0180368334 4592010688 23230 |
| {\displaystyle {\sqrt {8}}}  | {\displaystyle \approx } | 2.8284271247 4619009760 3377448419 3961571393 4375075389 6146353359 4759814649 56924 |
| {\displaystyle {\sqrt {9}}}  | {\displaystyle =\,}      | 3                                                                                    |
| {\displaystyle {\sqrt {10}}} | {\displaystyle \approx } | 3.1622776601 6837933199 8893544432 7185337195 5513932521 6826857504 8527925944 38639 |
| {\displaystyle {\sqrt {11}}} | {\displaystyle \approx } | 3.3166247903 5539984911 4932736670 6866839270 8854558935 3597058682 1461164846 42609 |
| {\displaystyle {\sqrt {12}}} | {\displaystyle \approx } | 3.4641016151 3775458705 4892683011 7447338856 1050762076 1256111613 9589038660 33818 |
| {\displaystyle {\sqrt {13}}} | {\displaystyle \approx } | 3.6055512754 6398929311 9221267470 4959462512 9657384524 6212710453 0562271669 48293 |
| {\displaystyle {\sqrt {14}}} | {\displaystyle \approx } | 3.7416573867 7394138558 3748732316 5493017560 1980777872 6946303745 4673200351 56307 |
| {\displaystyle {\sqrt {15}}} | {\displaystyle \approx } | 3.8729833462 0741688517 9265399782 3996108329 2170529159 0826587573 7661134830 91937 |
| {\displaystyle {\sqrt {16}}} | {\displaystyle =\,}      | 4                                                                                    |
| {\displaystyle {\sqrt {17}}} | {\displaystyle \approx } | 4.1231056256 1766054982 1409855974 0770251471 9922537362 0434398633 5730949543 46338 |
| {\displaystyle {\sqrt {18}}} | {\displaystyle \approx } | 4.2426406871 1928514640 5066172629 0942357090 1562613084 4219530039 2139721974 35386 |
| {\displaystyle {\sqrt {19}}} | {\displaystyle \approx } | 4.3588989435 4067355223 6981983859 6156591370 0392523244 4936890344 1381595573 28203 |
| {\displaystyle {\sqrt {20}}} | {\displaystyle \approx } | 4.4721359549 9957939281 8347337462 5524708812 3671922305 1448541794 4908210418 51276 |

### 牛頓法
如果要求{\displaystyle S\,(S>1)}的平方根，選取{\displaystyle 1\,<\,x_{0}\,<\,S}
{\displaystyle x_{n+1}={\frac {1}{2}}\left(x_{n}+{\frac {S}{x_{n}}}\right)}
例子：求{\displaystyle {\sqrt {125348}}}至6位有效數字。
{\displaystyle x_{0}=3^{6}=729.000\,\!}
{\displaystyle x_{1}={\frac {1}{2}}\left(x_{0}+{\frac {S}{x_{0}}}\right)={\frac {1}{2}}\left(729.000+{\frac {125348}{729.000}}\right)=450.472}
{\displaystyle x_{2}={\frac {1}{2}}\left(x_{1}+{\frac {S}{x_{1}}}\right)={\frac {1}{2}}\left(450.472+{\frac {125348}{450.472}}\right)=364.365}
{\displaystyle x_{3}={\frac {1}{2}}\left(x_{2}+{\frac {S}{x_{2}}}\right)={\frac {1}{2}}\left(364.365+{\frac {125348}{364.365}}\right)=354.191}
{\displaystyle x_{4}={\frac {1}{2}}\left(x_{3}+{\frac {S}{x_{3}}}\right)={\frac {1}{2}}\left(354.191+{\frac {125348}{354.191}}\right)=354.045}
{\displaystyle x_{5}={\frac {1}{2}}\left(x_{4}+{\frac {S}{x_{4}}}\right)={\frac {1}{2}}\left(354.045+{\frac {125348}{354.045}}\right)=354.045}
因此{\displaystyle {\sqrt {125348}}\approx 354.045}.

### 連分數
平方根可以简便地用连分数的形式表示，关于连分数请见连分数，其中1至20的算术平方根分别可用连分数表示为：

{\displaystyle {\sqrt {1}}=1}

{\displaystyle {\sqrt {2}}=[1;2,2,2,2...]}

{\displaystyle {\sqrt {3}}=[1;1,2,1,2...]}

{\displaystyle {\sqrt {4}}=2}

{\displaystyle {\sqrt {5}}=[2;4,4,4,4...]}

{\displaystyle {\sqrt {6}}=[2;2,4,2,4...]}

{\displaystyle {\sqrt {7}}=[2;1,1,1,4,1,1,1,4...]}

{\displaystyle {\sqrt {8}}=[2;1,4,1,4...]}

{\displaystyle {\sqrt {9}}=3}

{\displaystyle {\sqrt {10}}=[3;6,6,6,6...]}

{\displaystyle {\sqrt {11}}=[3;3,6,3,6...]}

{\displaystyle {\sqrt {12}}=[3;2,6,2,6...]}

{\displaystyle {\sqrt {13}}=[3;1,1,1,1,6,1,1,1,1,6...]}

{\displaystyle {\sqrt {14}}=[3;1,2,1,6,1,2,1,6...]}

{\displaystyle {\sqrt {15}}=[3;1,6,1,6...]}

{\displaystyle {\sqrt {16}}=4}

{\displaystyle {\sqrt {17}}=[4;8,8,8,8...]}

{\displaystyle {\sqrt {18}}=[4;4,8,4,8...]}

{\displaystyle {\sqrt {19}}=[4;2,1,3,1,2,8,2,1,3,1,2,8...]}

{\displaystyle {\sqrt {20}}=[4;2,8,2,8...]}
连分数部分均循环，省略号前为2或4个循环节。

### 巴比倫方法
巴比伦求平方根的算法实际上很简单：（假设要求一个数N的平方根）
1. 预测一个平方根{\displaystyle x}，初始另一个值{\displaystyle y}，且{\displaystyle xy=N}
2. 求预测值与初始值的均值：{\displaystyle x={\frac {x+y}{2}}}, {\displaystyle y={\frac {N}{x}}}
3. 比较{\displaystyle x}和{\displaystyle y}的差值是否达到精度，如果无，继续步骤

### 重複的算術運算
這個方法是從佩爾方程演變過來的，它通過不斷減去奇數來求得答案。

### 尺规作图

#### 問題
給定線段AB和1，求一條長為{\displaystyle {\sqrt {AB}}}的線段。

#### 解法
1. 畫線AB，延長BA至C使{\displaystyle AC=1}
2. 以BC的中點為圓心，OC為半徑畫圓
3. 過A畫BC的垂直線，垂直線和圓弧交於D，AD即為所求之長度

#### 證明

射影定理（图）

將整個過程搬到直角座標上，已知AC=1，設
- O={\displaystyle (0,0)}
- AB={\displaystyle n}

1. 直徑為BC的圓就是{\displaystyle x^{2}+y^{2}=\left({\frac {n+1}{2}}\right)^{2}}（圓的方程式：{\displaystyle x^{2}+y^{2}=r^{2}}）（其中{\displaystyle r}表示半径。）
2. 將{\displaystyle \left({\frac {n+1}{2}}-1\right)}（A,D所在的x座標）代入上面的方程式
3. {\displaystyle \left({\frac {n+1}{2}}-1\right)^{2}+y^{2}=\left({\frac {n+1}{2}}\right)^{2}}
4. 解方程，得{\displaystyle y={\sqrt {n}}}。

另也可参见射影定理。